# 公馆峡民居
公馆峡民居，位于中国福建省三明市尤溪县新阳镇双鲤村，亦称“卢公馆”，是民国军阀卢兴邦的故居。占地面积3150平方米，建筑面积2194平方米，坐北朝南，平面呈长方形。中轴线上依次为正堂、中堂、山门墙，左右各有两幢厢房。四周有围墙，西北角有一炮楼。主体建筑为土木砖石结构，面阔5间，进深7柱，单檐悬山顶。2009年11月16日公布为第七批福建省文物保护单位。